# Малоелап
Малоелап (Аракчеєва) (англ. Maloelap, марш. M̧aļoeļap ) — атол в Тихому океані в ланцюзі Ратак (Маршаллові Острови). Складається із 75 острівців. Площа сухопутної частини 9,82 км², разом із лагуною 973 км². Населення 682 особи (2011). Діє аеропорт.

## Історія
Відкритий у лютому 1817 року російським мандрівником Отто Євстафійовичем Коцебу і названий на честь російського державного та військового діяча Олексія Аракчеєва .
У 1884 році Німецька імперія разом з рештою Маршаллових островів претендувала на атол Малоелап, і німці заснували торговий форпост. Після Першої світової війни острів перейшов під мандат Південних морів Японської імперії.
У 1939 році японці побудували базу гідролітаків і аеродром Тароа для наземних літаків з двома злітно-посадочними смугами (4800' + 4100') і допоміжними будівлями і спорудами, включаючи радіолокаційну станцію. Під час Другої світової війни японським гарнізоном з 2940 військовослужбовців і 389 армійців командував контр-адмірал Шоічі Камада. Периметр острова був укріплений 12 важкими береговими артилерією та 10 важкими зенітними гарматами.  Починаючи з лютого 1942 року ВМС США атакували острів із палубної авіації та обстрілів з військових кораблів. З японського гарнізону з 3097 чоловік (1772 імператорський флот Японії , 368 імператорська армія Японії та 957 цивільних) лише 1041 (34%) вижили у війні. Також було вбито кілька маршаллців. Велика кількість військових реліквій, включаючи уламки літаків, в основному винищувачі Mitsubishi A6M Zero і бомбардувальники Mitsubishi G4M Betty, залишаються розкиданими.
Після закінчення Другої світової війни острів перейшов під контроль Сполучених Штатів як частина підопічної території Тихоокеанських островів до проголошення незалежності Маршаллових островів у 1986 році. Атол Малоелап був першим, хто ратифікував конституцію Маршаллових островів.

## Острови
- Айрук
- Бебі
- Бікат
- Боген
- Богенагак
- Бок
- Бокаріру
- Бокоен
- Бокоян
- Егерібен
- Енея
- Енібін Еніджун
- Джибай
- Джанг
- Джеб'ятіті
- Кавен
- Кемар
- Котджі
- Лаак
- Лоа
- Макар
- Атол Малоелап
- Навой
- Онимак
- Острів Рейтер
- Острів Такенаарун
- Талто
- Тар
- Тароа
- Волот
- Ярабару